# Дворцевой, Сергей Владимирович
Серге́й Влади́мирович Дворцево́й (род. 18 августа 1962, Чимкент) — российский и казахстанский кинорежиссёр документального и игрового кино. Лауреат премии «Ника» (2000). Лауреат Каннского кинофестиваля (2008). Награжден орденом «Достык» 2 степени (2025).

## Биография
Родился 18 августа 1962 года в Чимкенте. Отец — Дворцевой Владимир Александрович (1936—2005), инженер-геодезист, мать — Дворцевая Вера Петровна (1938), инженер-картограф.
Окончил Чимкентскую среднюю школу № 29. Параллельно занимался футболом в детской спортивной школе, по окончании которой был приглашён в команду второй лиги «Угольщик» (Экибастуз). Вместо продолжения футбольной карьеры в 1979 году поступил в авиационное училище в Кривом Роге и окончил его в 1982 году. С 1982 по 1990 год работал в Чимкентском авиаотряде. В 1988 году окончил заочное отделение радиотехнического факультета Новосибирского электротехнического института.
В 1990 году поступил по объявлению в газете о целевом наборе из Казахстана на отделение режиссуры неигрового кино ВКСР (мастерская Л. Гуревича, С. Зеликина). В период обучения снял учебный документальный фильм «Стёпа», курсовой короткометражный фильм «Счастье» и дипломный фильм «Хлебный день», которые получили несколько десятков Гран-при международных кинофестивалей. После окончания ВКСР снял документальные фильмы «Трасса», «В темноте» и игровой фильм «Тюльпан».
Фильм «Тюльпан» (2008) о жизни чабанов в казахской степи получил Главный приз в конкурсной программе «Особый взгляд» Каннского кинофестиваля, а также целых 9 Гран-при международных кинофестивалей по всему миру.
В 2018 году фильм «Айка» о жизни киргизских мигрантов в Москве был номинирован на Золотую пальмовую ветвь Каннского кинофестиваля, а Самал Еслямова, исполнившая главную роль, была отмечена призом Каннского фестиваля за лучшую женскую роль . Фильм также получил Гран-при 28-го международного кинофестиваля в Котбусе (Германия), за главную награду на этой площадке боролись 190 картин из 40 стран. Помимо Гран-при ленту  удостоили также и приза жюри . 26 ноября 2018 года фильм выиграл Гран-при токийского кинофестиваля Filmex . 17 декабря 2018 картина вошла в шорт-лист претендентов на премию «Оскар» в номинации «Лучший фильм на иностранном языке» .
2 июля 2019 года стал одним из членов жюри Американской киноакадемии (вместе с еще 841 участником из 59 стран).

## Личная жизнь
- Жена — Ольга Дворцевая
  - Дочери — Вероника Дворцевая (1990), София Дворцевая (2003)

## Фильмография

### Игровое кино
- 2008 — «Тюльпан» (100 мин, Казахстан / Россия / Германия / Швейцария)
  - Призы: МКФ в Каннах — Главный приз конкурсной программы «Особый взгляд», приз молодежного жюри и приз Министерства образования Франции, Гран-при и приз за лучшую режиссуру МКФ в Токио, Гран-при МКФ в Лондоне, Гран-при МКФ в Цюрихе, Гран-при МКФ в Рейкьявике, Гран-при МКФ в Монреале, Гран-при МКФ в Белграде, Гран-при Академии кинематографии стан азиатско-тихоокеанского региона APSA в Брисбене, Австралия, Гран-при и приз за лучшую режиссуру МКФ в Гоа, Гран-при конкурса «Восток-Запад» МКФ в Карловых Варах, Приз за лучшую режиссуру МКФ в Котбусе, Приз за лучшую режиссуру МКФ в Хихоне, награда Британского института кино Sutherland Trophy.
- 2018 — «Айка» (100 мин, Россия / Германия / Казахстан / Китай)
  - Номинация на Золотую пальмовую ветвь Каннского кинофестиваля и Приз Каннского фестиваля, как лучшей актрисе, исполнительнице главной роли Самал Еслямовой. 10 ноября 2018 фильм "Айка" получил Гран-при и приз жюри 28-го международного кинофестиваля в Котбусе (Германия). 26 ноября 2018 года выиграл Гран-при токийского кинофестиваля Filmex. 17 декабря 2018 картина вошла в шорт-лист претендентов на премию «Оскар» в номинации «Лучший фильм на иностранном языке».

### Неигровое кино
- 1992 — «Стёпа» (Россия)
- 1995 — «Счастье» (23 мин, Казахстан / Россия)
  - Призы: Приз за лучший неигровой фильм, приз жюри критиков на ВКФ «Молодость» в Киеве, Гран-при МКФ документального кино в Нионе, Приз FIPRESCI МКФ неигрового и анимационного кино в Лейпциге, приз «Золотой дракон», приз FIPRESCI МКФ короткометражных фильмов в Кракове, приз «Золотой шпиль» МКФ в Сан-Франциско, Гран-при МКФ в Штутгарте.
- 1998 — «Хлебный день» (51 мин, Россия)
  - Призы: Приз за лучший полнометражный фильм МКФ документального кино Visions du réel[фр.] в Ньоне, Приз «Золотой голубь» МКФ неигрового и анимационного кино в Лейпциге, приз «Золотой кентавр» в основном конкурсе МКФ «Послание к Человеку»), Гран-при «Золотой дракон» МКФ короткометражных фильмов в Кракове, Приз за лучший полнометражный фильм МКФ в Борнхольме, Приз за лучшую режиссуру МКФ «Евразия» в Алматы.
- 1999 — «Трасса» (48 мин, Франция). Фильм о бродячем семейном цирке.
  - Призы: Премия «Ника» за лучший неигровой фильм, Гран-при МКФ документального кино в Марселе, Приз за лучший неигровой фильм МКФ нового документального кино «Флаэртиана»
- 2004 — «В темноте» (41 мин, Россия / Финляндия). Фильм про незрячего человека, плетущего у себя дома авоськи и раздающего их на улице всем желающим бесплатно.
  - Призы: Гран-при кинофестиваля неигрового кино во Флоренции, Приз «Золотой овен» Гильдии кинокритиков России